# 圣米歇尔-德拉皮雅德
圣米歇尔-德拉皮雅德（法語：Saint-Michel-de-Lapujade，法語發音：[sɛ̃ miʃɛl də lapyʒad]）是法国吉伦特省的一个市镇，属于朗贡区。该市镇总面积7.47平方公里，2009年时的人口为196人。

## 人口
圣米歇尔-德拉皮雅德人口变化图示